# ToteKing
Manuel González Rodríguez, conhecido artisticamente como ToteKing, nascido em Sevilha em 13 de dezembro de 1978, é um rapper espanhol que começou sua carreira no grupo La Alta Escuela.

## Discografia
- "Big King XXL" (Maqueta) (Flow Records, 2001)
- "Duermen" (Maxi) (Yo Gano - SuperEgo, 2001)
- "Tu madre es una foca" (Maxi) (Yo Gano - SuperEgo, 2002)
- "Matemàticas" (Maxi) (Yo Gano - SuperEgo, 2003)
- "Música para enfermos" (LP) (SuperEgo, 2003)
- "Un tipo cualquiera"  (LP) (Boa Music, 2006)
- "Al rojo vivo" (Tema Selección Española en el Mundobasket/Boa Music, 2006)
- "Un tipo cualquiera +"  (LP + DVD) (Boa Music, 2007)
- "T.O.T.E. +"  (LP + DVD) (Boa Music, 2008)
- "El Lado Oscuro De Ghandi" (Sony, 2011)

## Curiosidades
- Antes de viver da sua música, trabalhou de garçom.
- Estudou inglês na Universidade de Sevilha, porém ficou desencorajado por causa da atitude dos professores.
- Criou bastante polêmica na Espanha por fazer uma parceria com Antonio Orozco, um artista de pop.
- Também foi polêmico o novo som dos seus últimos discos, claramente influenciado pelo rap dos Estados Unidos
- Gosta da NBA, dos romances de Coetzee e Enrique Vila-Matas, da música rock (especialmente Jimi Hendrix) e de jogar basquetebol.
- Além de Tote King, às vezes utiliza o apelido do "Rey del desfase" ou "Charlie Sheen".
- Em algumas entrevistas criticou duramente o gangsta rap espanhol, por fazer apologia da violência urbana.
- Já sofreu um Transtorno obsessivo-compulsivo, e precisou tratamento psiquiátrico com medicação.

## Colaborações
- SFDK Desde los chiqueros (2000)
- Frank T 90 kilos (2001)
- Keyo Di quien mueve (2001)
- Zonah Tiempo de perros (2002)
- Jefe de la M Entra el dragón (2003)
- Keyo Fuego abierto (2003)
- Acción Sánchez Terror en la ciudad" (2003)
- Zonah Producciones Tiempo de perros (2003)
- Makei Los hijos de la tercera ola (2004)
- Triple XXX Primera clase (2004)
- Dj Yulian Shock! (2004)
- R de Rumba R de Rumba (2004)
- Acción Sánchez Creador series (vol.1) (2004)
- Shotta La selva (2004)
- SFDK 2005 (2005)
- Falsalarma Alquimia (2005)
- Jefe de la M Escapismo (2005)
- Solo los solo Todo el mundo lo sabe (2005)
- Dekoh Mi teoría (2006)
- La Mala Rodríguez Por la noche (2006)
- Quiroga Historias de Q (2006)
- Antonio Orozco Cadizfornia (2006)
- El Cerebro Simbiosis (200?)